# إدوارد جي. جيفرسون
إدوارد جي. جيفرسون (بالإنجليزية: Edward G. Jefferson)‏ هو كيميائي ومهندس أمريكي، ولد في 1921، وتوفي في 9 فبراير 2006.